# Hallenhockey-Europameisterschaft der Damen 2024
Die Hallenhockey-Europameisterschaft der Damen 2024 war die 22. Auflage der Hallenhockey-EM der Damen. Sie fand vom 8. bis 11. Februar im Horst-Korber-Sportzentrum in Berlin statt. Zehn Mannschaften nahmen daran teil. Titelverteidigerinnen waren die deutschen Damen, die 2024 ihren 17. Titel bei diesen Europameisterschaften feierten.

## Austragung

### Rückzug der Niederlande
Am 4. Oktober 2023 wurde bekannt, dass der Königlich Niederländische Hockey-Bund (KNHB) zukünftig keine Mannschaften mehr zu Hallenwelt- und -europameisterschaften entsenden wird. Als Grund wurde der überfüllte Terminkalender angegeben, aber auch finanzielle Gründe, da nur das olympische Feldhockey staatliche Förderung genießt.
Nach dem Rückzug der Niederlande rückte Italien nach.

## Modus
Die zehn teilnehmenden Mannschaften spielten in zwei Gruppen zu je fünf Mannschaften jeder-gegen-jeden. Die zwei bestplatzierten jeder Gruppe kamen ins Halbfinale, die dritt- und viertplatzierten spielten um die Plätze 5 bis 8, die Gruppenletzten um Platz 9.

## Vorrunde
Alle Zeiten in MEZ.

### Gruppe A
| Rang | Land        | Spiele | Tore  | Differenz | Punkte |
| ---- | ----------- | ------ | ----- | --------- | ------ |
| 1    | Deutschland | 4      | 21:7  | +14       | 12     |
| 3    | Spanien     | 4      | 18:14 | +4        | 9      |
| 4    | Tschechien  | 4      | 10:11 | −1        | 4      |
| 2    | Belgien     | 4      | 12:14 | −2        | 4      |
| 5    | Türkei      | 4      | 10:25 | −15       | 0      |

Legende: qualifiziert für das Halbfinale, Teilnahme an den Spielen um die Plätze 5 bis 8, Teilnahme am Spiel um Platz 9
| Datum                  | Team 1      | Team 2      | Ergebnis |
| ---------------------- | ----------- | ----------- | -------- |
| 8. Februar 2024 12:30  | Belgien     | Türkei      | 4:2      |
| 8. Februar 2024 13:45  | Deutschland | Spanien     | 4:2      |
| 8. Februar 2024 18:30  | Tschechien  | Spanien     | 2:3      |
| 8. Februar 2024 19:45  | Deutschland | Türkei      | 7:2      |
| 9. Februar 2024 12:30  | Türkei      | Spanien     | 5:8      |
| 9. Februar 2024 13:45  | Belgien     | Tschechien  | 2:2      |
| 9. Februar 2024 18:30  | Spanien     | Belgien     | 5:3      |
| 9. Februar 2024 19:45  | Deutschland | Tschechien  | 5:0      |
| 10. Februar 2024 11:30 | Tschechien  | Türkei      | 6:1      |
| 10. Februar 2024 12:45 | Belgien     | Deutschland | 3:5      |

### Gruppe B
| Rang | Land       | Spiele | Tore  | Differenz | Punkte |
| ---- | ---------- | ------ | ----- | --------- | ------ |
| 1    | Polen      | 4      | 9:3   | +6        | 10     |
| 2    | Österreich | 4      | 9:4   | +5        | 8      |
| 3    | Ukraine    | 4      | 12:3  | +9        | 7      |
| 4    | Schweiz    | 4      | 10:11 | −1        | 3      |
| 5    | Italien    | 4      | 1:20  | −19       | 0      |

Legende: qualifiziert für das Halbfinale, Teilnahme an den Spielen um die Plätze 5 bis 8, Teilnahme am Spiel um Platz 9
| Datum                  | Team 1     | Team 2     | Ergebnis |
| ---------------------- | ---------- | ---------- | -------- |
| 8. Februar 2024 10:00  | Polen      | Schweiz    | 4:1      |
| 8. Februar 2024 11:15  | Österreich | Italien    | 4:0      |
| 8. Februar 2024 16:00  | Ukraine    | Italien    | 7:0      |
| 8. Februar 2024 17:15  | Österreich | Schweiz    | 3:2      |
| 9. Februar 2024 10:00  | Schweiz    | Italien    | 6:0      |
| 9. Februar 2024 11:15  | Polen      | Ukraine    | 1:0      |
| 9. Februar 2024 16:00  | Italien    | Polen      | 1:3      |
| 9. Februar 2024 17:15  | Österreich | Ukraine    | 1:1      |
| 10. Februar 2024 09:00 | Polen      | Österreich | 1:1      |
| 10. Februar 2024 10:15 | Ukraine    | Schweiz    | 4:1      |

## Finalrunde

### Spiele um die Plätze 5 bis 8
| Datum                  | Team 1     | Team 2  | Ergebnis |
| ---------------------- | ---------- | ------- | -------- |
| 10. Februar 2024 15:45 | Tschechien | Schweiz | 4:0      |
| 10. Februar 2024 17:10 | Ukraine    | Belgien | 1:4      |

#### Spiel um Platz 7
| Datum                  | Team 1  | Team 2  | Ergebnis |
| ---------------------- | ------- | ------- | -------- |
| 11. Februar 2024 09:30 | Schweiz | Ukraine | 4:8      |

#### Spiel um Platz 5
| Datum                  | Team 1     | Team 2  | Ergebnis |
| ---------------------- | ---------- | ------- | -------- |
| 11. Februar 2024 11:00 | Tschechien | Belgien | 2:1      |

### Spiel um Platz 9
| Datum                  | Team 1 | Team 2  | Ergebnis |
| ---------------------- | ------ | ------- | -------- |
| 10. Februar 2024 21:25 | Türkei | Italien | 10:7     |

### Halbfinale
| Datum                  | Team 1      | Team 2     | Ergebnis |
| ---------------------- | ----------- | ---------- | -------- |
| 10. Februar 2024 18:35 | Deutschland | Österreich | 7:0      |
| 10. Februar 2024 20:00 | Polen       | Spanien    | 2:1      |

### Spiel um Platz 3
| Datum                  | Team 1     | Team 2  | Ergebnis |
| ---------------------- | ---------- | ------- | -------- |
| 11. Februar 2024 12:30 | Österreich | Spanien | 3:1      |

### Finale
| Datum                  | Team 1      | Team 2 | Ergebnis |
| ---------------------- | ----------- | ------ | -------- |
| 11. Februar 2024 14:00 | Deutschland | Polen  | 3:2      |

## Platzierungen
| Pl. | Mannschaft  |
| --- | ----------- |
|     | Deutschland |
|     | Polen       |
|     | Österreich  |
| 4   | Spanien     |
| 5   | Tschechien  |
| 6   | Belgien     |
| 7   | Ukraine     |
| 8   | Schweiz     |
| 9   | Türkei      |
| 10  | Italien     |

## Torschützinnen
| Pl. | Spielerin             | Tore |
| --- | --------------------- | ---- |
| 1   | Fatma Songül Gültekin | 9    |
| 2   | Marie Ronquetti       | 8    |
| 3   | Laura Sänger          | 7    |
| 3   | Perihan Çinar         | 7    |
| 3   | Karyna Leonova        | 7    |
| 3   | Natalie Hajkova       | 7    |
| 3   | Sandra Tatarczuk      | 7    |
| 3   | Philin Bolle          | 7    |
| 9   | Ines Wanner           | 6    |
| 10  | Charline Heselhaus    | 5    |